# 三菱・サブリン
サブリン (英語: Savrin) は三菱自動車工業が販売していたミニバンである。

## 初代（2001年 – 2004年）
初代サブリンは、台湾の中華汽車と中国の東南汽車によって製造された三菱・シャリオグランディスの現地仕様である。

## 2代目（2004年 - 2014年）
2代目サブリンは2004年、当時三菱が推進していたブーレイ顔にリデザインされデビュー。この代から台湾のみでの販売となり、2009年にはグリル、テールランプ、リアバンパーなどが一新された。

## 年間生産・販売
| 年   | 生産   | 販売   |
| ---- | ------ | ------ |
| 2001 | 3,191  | 1,574  |
| 2002 | 17,267 | 18,395 |
| 2003 | 22,637 | 21,506 |
| 2004 | 17,576 | 16,325 |
| 2005 | 13,507 | 13,018 |
| 2006 | 5,660  | 6,677  |
| 2007 | 3,663  | 3,870  |

(source: Facts & Figures 2005, Facts & Figures 2008, Mitsubishi Motors website)